# Brebel
Brebel (duń. Bredbøl) – część gminy (Ortsteil) Süderbrarup w Niemczech w kraju związkowym Szlezwik-Holsztyn, w powiecie Schleswig-Flensburg, w związku gmin Süderbrarup. Do 28 lutego 2018 samodzielna gmina.